# Église de l'Assomption de Vincelles
L'église de Vincelles est une église située sur la commune de Vincelles, dans le département de l'Yonne, en France.

## Historique
L'édifice est inscrit au titre des monuments historiques par arrêté du 11 janvier 1941.